# Notre-Dame-de-Bonne-Garde

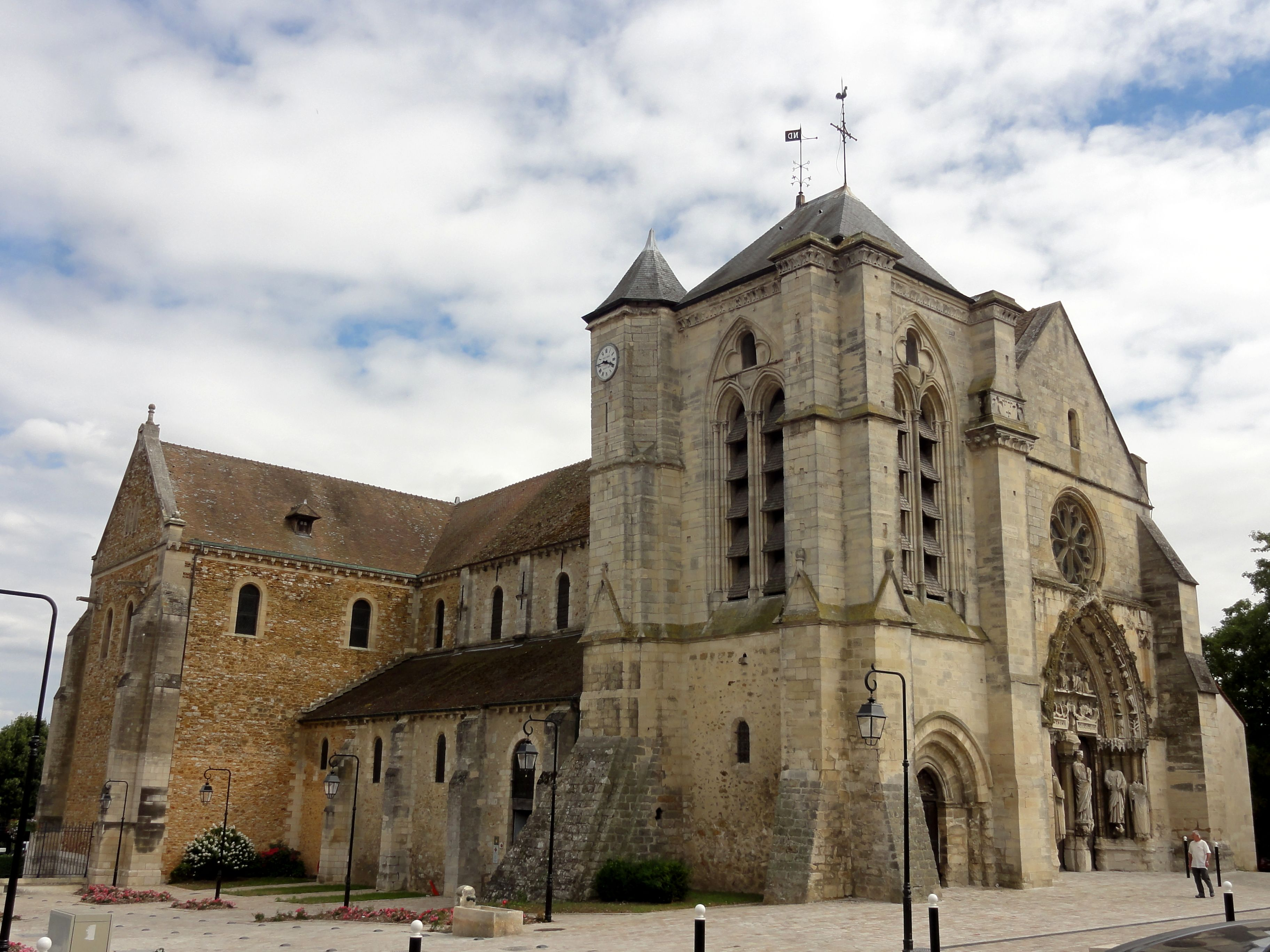
Basilika Notre-Dame-de-Bonne-Garde

Die Basilika Notre-Dame-de-Bonne-Garde (deutsch Basilika Unserer Lieben Frau von der Guten Obhut) ist eine römisch-katholische Kirche in Longpont-sur-Orge im französischen Département Essonne in der Region Île-de-France. Die Pfarrkirche des Bistums Évry-Corbeil-Essonnes und trägt den Titel einer Basilica minor. Die Kirche wurde auf einer leichten Anhöhe über der Orge ab dem 11. Jahrhundert im Stil der Romanik errichtet und im 13. Jahrhundert mit einer gotischen Fassade fertiggestellt. Die Chorseite wurde im 19. Jahrhundert wieder aufgebaut. Die Basilika ist als historisches Baudenkmal geschützt.

## Geschichte

Grundriss

Die Ursprünge zuerst einer Kapelle und später der Basilika werden auf die Entdeckung einer Marienstatue Ende des 3. Jahrhunderts zurückgeführt, deren Geschichte lange nur mündlich weitergetragen wurde. Überbleibsel der gallischen Statue der Gallier blieben als rechtes Bein der Statue von Notre-Dame-de-Bonne-Garde erhalten. Der Altar wurde an der Stelle eines tafelförmigen Felsen aufgestellt, der den Druiden als Heiligtum gedient haben soll und bei der Restaurierung von 1875 noch sichtbar war. Noch 1792 floss im Chor eine Quelle, die zweifellos die heilige Quelle der Druiden war. Die Reliquien der Kirche werden dem Besuch Dionysius von Paris zugeschrieben. Aus dieser Historie wäre Longpont der älteste Ort der Marienverehrung in der Region Ile-de-France.
Die Basilika wurde 1031 von Guy I. von Montlhéry und seiner Frau Hodierne de Gometz gegründet. Der Grundstein wurde von König Robert II. dem Frommen in Anwesenheit des Bischofs von Paris, Humbert von Vergy, gelegt. Dreißig Jahre später errichteten Guy und Hodierne ein Priorat und baten den Bischof, Kirche und Priorat der Abtei von Cluny anzubieten. Hodierne ging selbst nach Cluny, um die ersten 22 Benediktiner abzuholen. Das Priorat wurde während Französische Revolution vollständig zerstört.
Teile der bis zum Ende des 11. Jahrhunderts erbauten Kirche sind offenbar ebenfalls verloren gegangen. Das gotische Portal aus den 1220er Jahren ist berühmt für seine künstlerische Qualität und Ikonographie; das Tympanon stellt die Krönung der Jungfrau Maria dar. Das Kirchenschiff und die Seitenschiffe sind im romanischen Stil gehalten und stammen wahrscheinlich aus dem ersten Viertel des 12. Jahrhunderts, wurden aber erst später eingewölbt. Das Querschiff und der Chor wurden 1819 wegen ihres Verfalls abgerissen. Die Unterschutzstellung von 1862 kam zu spät, um sie zu retten. Der Wiederaufbau erfolgte zwischen 1875 und 1878. Die aus dem 13. Jahrhundert stammende Wallfahrt wurde wiederbelebt und wird als zweitgrößte Frankreichs angesehen. Papst Pius X. erhob die Kirche 1913 in den Rang einer Basilica minor. 1969 wurde Notre-Dame-de-Bonne-Garde vom ersten Bischof des heutigen Bistums Èvry-Corbeil-Essonnes, Albert Malbois, zur Schutzpatronin der neuen Diözese ausgerufen. Die Basilika ist nach wie vor das wichtigste geistliche Zentrum der Diözese, neben der Kathedrale von Évry. Sie ein erster Etappenort auf der Via Turonensis des Jakobswegs von Paris nach Santiago de Compostela.

## Beschreibung

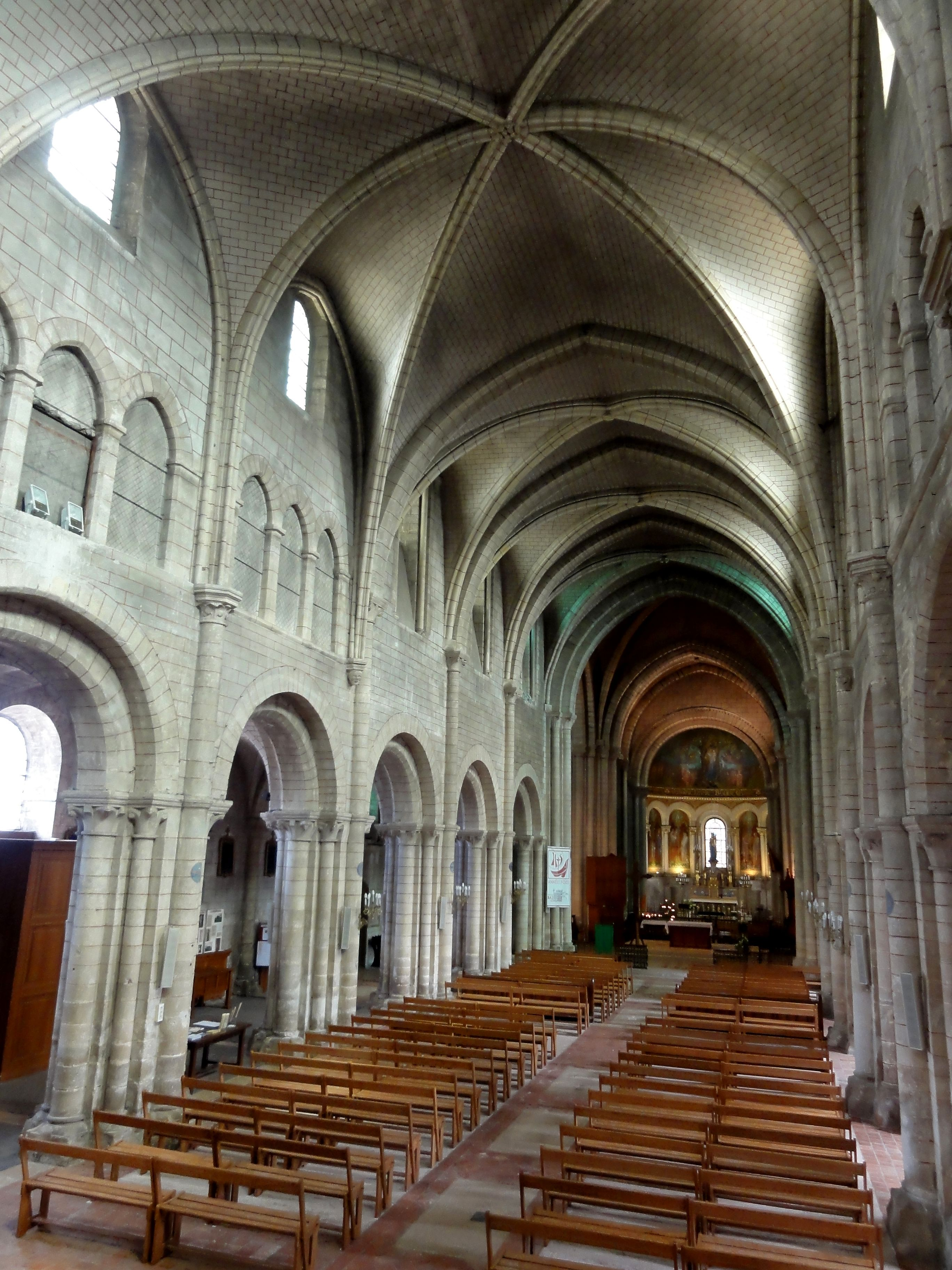
Innenraum

Die dreischiffige Basilika besitzt einen geosteten, kreuzförmigen Grundriss.  Das Langhaus besteht aus einem Kirchenschiff mit sechs langen Jochen und niedrigen Seitenschiffen. Das Querschiff erstreckt sich beidseitig über je zwei Joche, den Chor schließt nach einem Joch eine halbkreisförmigen Apsis, vom Querhaus gehen Nebenabsiden mit einem Joch aus. Das Kirchenschiff ist 9,50 m breit und die Seitenschiffe sind nur 3,20 m breit; die Tiefe der Erker ist nicht überall gleich und liegt zwischen 4,90 m und 6,80 m. Die Breite des Querschiffs beträgt 8,80 m, und die Tiefe der Apsis 4,60 m. Der Glockenturm erhebt sich über dem ersten Joch des nördlichen Seitenschiffs. Diese ist mit einem Kreuzrippengewölbe versehen. Ansonsten sind die Seitenschiffe und das Kirchenschiff rippengewölbt. Dies gilt auch für das Querschiff und den rechten Erker des Chores. Eine Besonderheit ist, dass das zweite und das dritte Joch des Mittelschiffs durch ein einziges sechsgratiges Gewölbe überspannt sind, darunter wurden Scheintriforien errichtet. Als Zugänge fungieren das Westportal im Nordschiff unter dem Glockenturm, das Westportal des Kirchenschiffs, das Mönchstor im Südschiff und das Totentor im Nordschiff.
Der liturgische Chor befindet sich an der Kreuzung des Querschiffs, und darunter befindet sich der Felsen, auf dem der Druidenaltar stand. Die Apsis ist die Kapelle der Jungfrau Maria mit dem Titel Unsere Liebe Frau von der Guten Obhut. Der Zugang erfolgt über die Nebenabsiden des Querhauses. Das nördliche Querhaus beherbergt den Reliquienschrein und ist zugleich  die Herz-Jesu-Kapelle; die abgehende Nebenapsis ist St. Dionysius gewidmet. Im südlichen Querhaus befindet sich hinter der Orgel die Sakristei, in der Nebenapsis befindet sich die Kapelle St. Julia. Im südlichen Seitenschiff sind in der Kapelle St. Genoveva Reliquien aller Heiligen aufbewahrt, die die Pariser Region durchquert haben. Weiterhin ist sie die Taufkapelle.